# Gloecks Haus

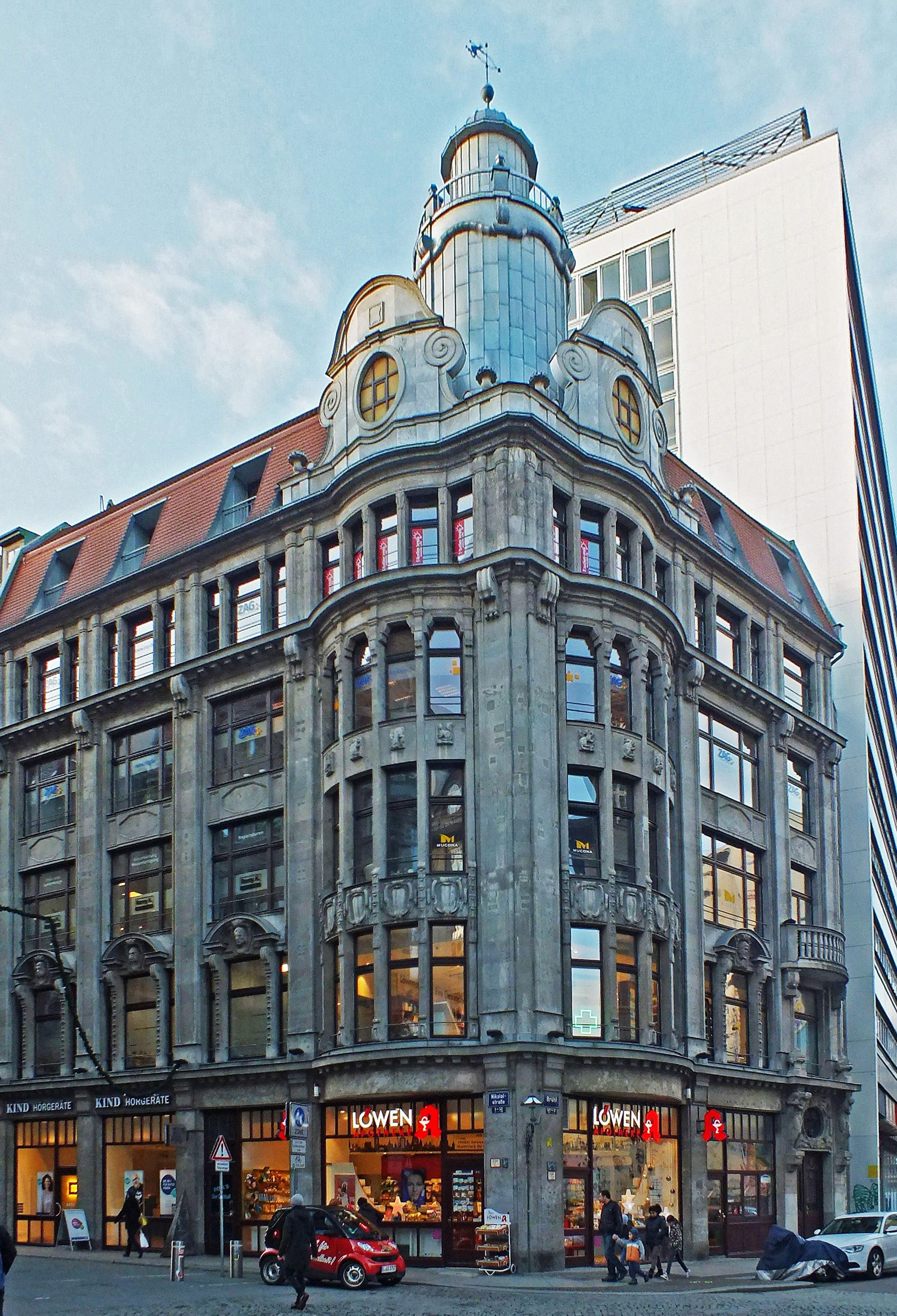
Gloecks Haus 2015

Gloecks Haus ist ein Geschäftshaus in Leipzig, auf dem Eckgrundstück Brühl 52 / Nikolaistraße. Der Name bezieht sich auf den Bauherrn Richard Gloeck, der hier unter seinem Namen, zusammen mit seinem Bruder Peter Gloeck, eine Pelzgroßhandlung betrieb. Es galt zu seiner Zeit als „der schönste Bau am Brühl, in seinem Äußeren vornehme Zurückhaltung zeigend“.
Der Architekt des 1909/1910 errichteten Gebäudes war Otto Paul Burghardt. Neben dem Grundstück Brühl 52 wurden auch die ehemaligen Grundstücke Nikolaistraße 55, 57 und 59 einbezogen. Auf Letzterem befand sich bis dahin die Gaststätte „Zum Walfisch“. Damit grenzt Gloecks Haus nach Süden an das Haus Nikolaistraße 53. Nach Westen stößt es an das 1966 errichtete, leicht winklig versetzte zehngeschossige Hochhaus Brühlpelz. Die durch die Winkelabweichung am Brühl entstandene unbebaubare Lücke ist mit einer gebäudehohen Mauer zur Straße hin abgeschlossen.
Das Haus besitzt fünf Geschosse und einen Dachausbau mit Wintergarten. Die Fassade aus Muschelkalk zieren auf den Pelzhandel bezogene Plastiken, sowohl Pelztiere als auch Köpfe von Völkern verschiedener Erdteile. Mit zwei flachen Runderkern an der Gebäudeecke, die von Ziergiebeln überragt werden, hat der Architekt „die moderne Bauweise mit einer dem Stadtbild angemessenen historisierenden Gestaltung verbunden“. Ein zweistufiger Rundturm krönt das Gebäude.
Richard Gloeck galt als der Spezialist für Chinchillafelle, anfangs sein Hauptartikel. Von den Leipzigern wurde er deshalb auch „Chinchilla-König“ genannt, und sein Haus „Chinchilla-Haus“. Das Gebäude zeigte nicht die auch seinerzeit üblichen Reklame- und Firmenschilder. Nachdem der untere Eckladen vergrößert worden war, bildeten die mächtigen Schaufenster „ein Fanal des Brühls“, des damals hier angesiedelten Weltzentrums des Rauchwarenhandels. Kein anderes Haus hatte solche Flächen, auch kein anderes Unternehmen war derart auf die kostbarsten Pelzarten spezialisiert. In die erste Etage gelangte man über gewundene Treppen. Ein Branchenmitglied beschrieb das Innere: „Sonst nennt man eine solche Etage ‚Felllager‘, hier trifft aber das Wort ‚Gute Stube‘ zu, denn nur so kann man die Vornehmheit und Schönheit dieses Raumes bezeichnen [...]. Im Keller, der weiß gekachelt ist, und sich über die ganze Grundfläche erstreckt, ist der schönste Lagerraum, luftig, trocken und peinlich sauber gehalten“.
Im Jahr 1996 wurde das Gebäude umfassend saniert. Seit August 2015 ist die traditionsreiche Leipziger Löwen-Apotheke in Gloecks Haus beheimatet.

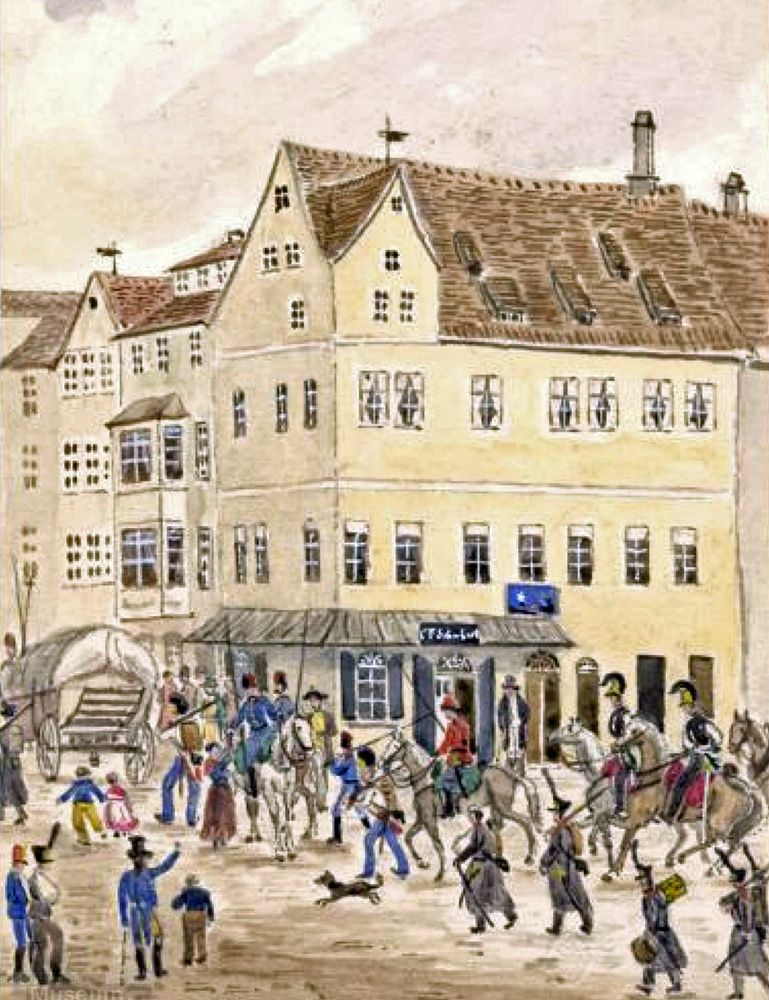
Vorgängerbau: Gasthof „Zum Walfisch“, 1890
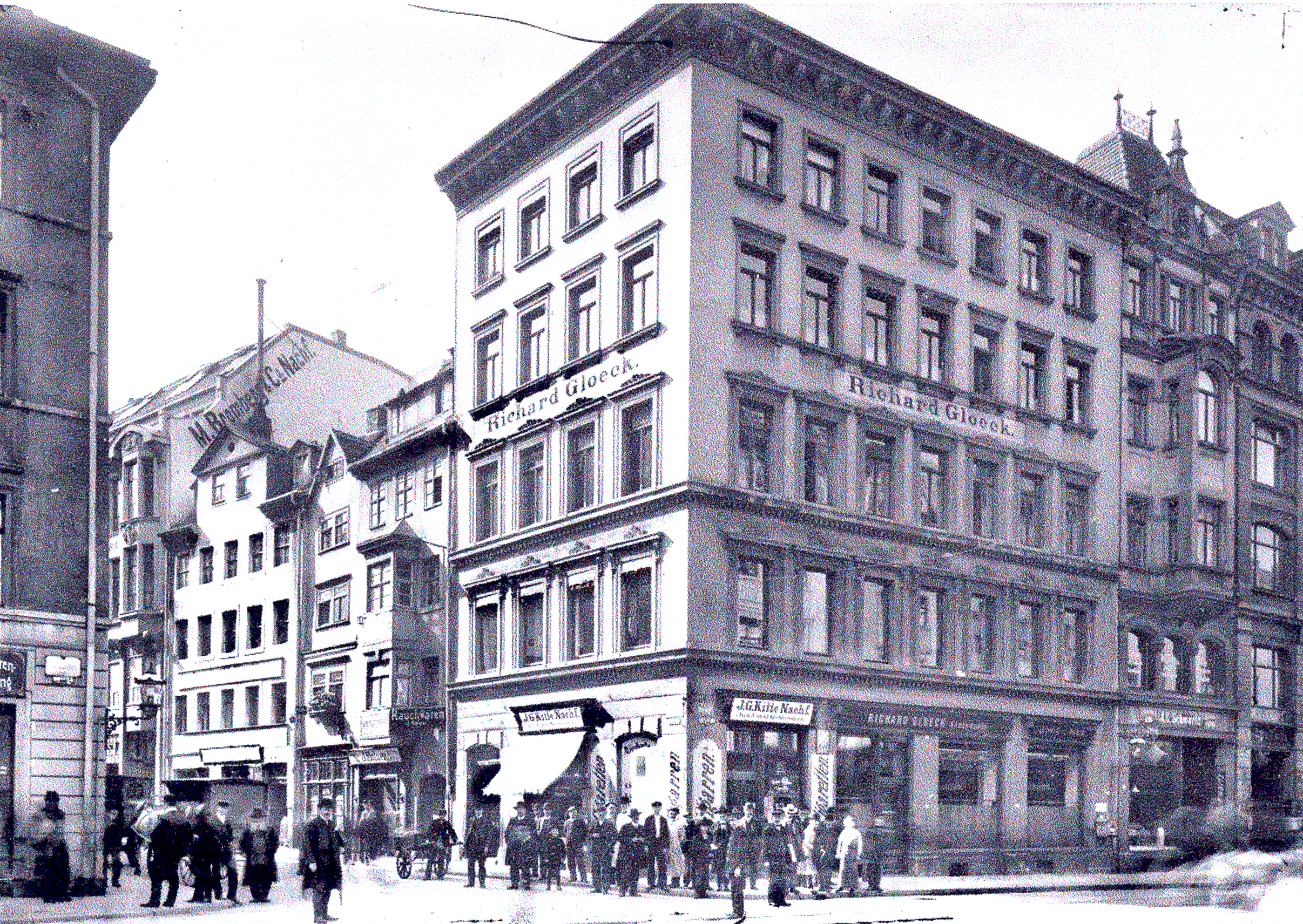
Vor dem Abbruch, 1909
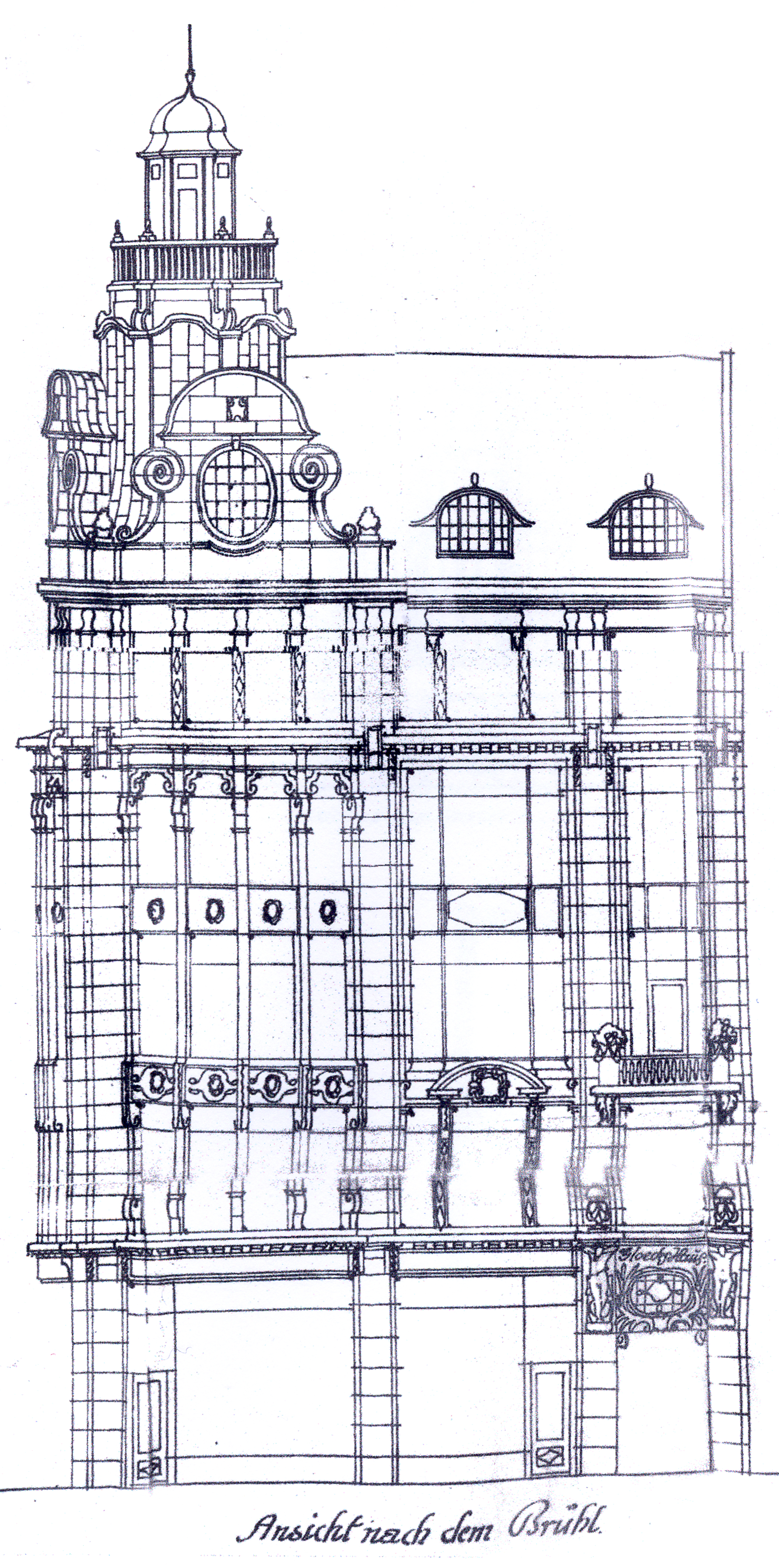
Fassadenentwurf für den Neubau, 1909
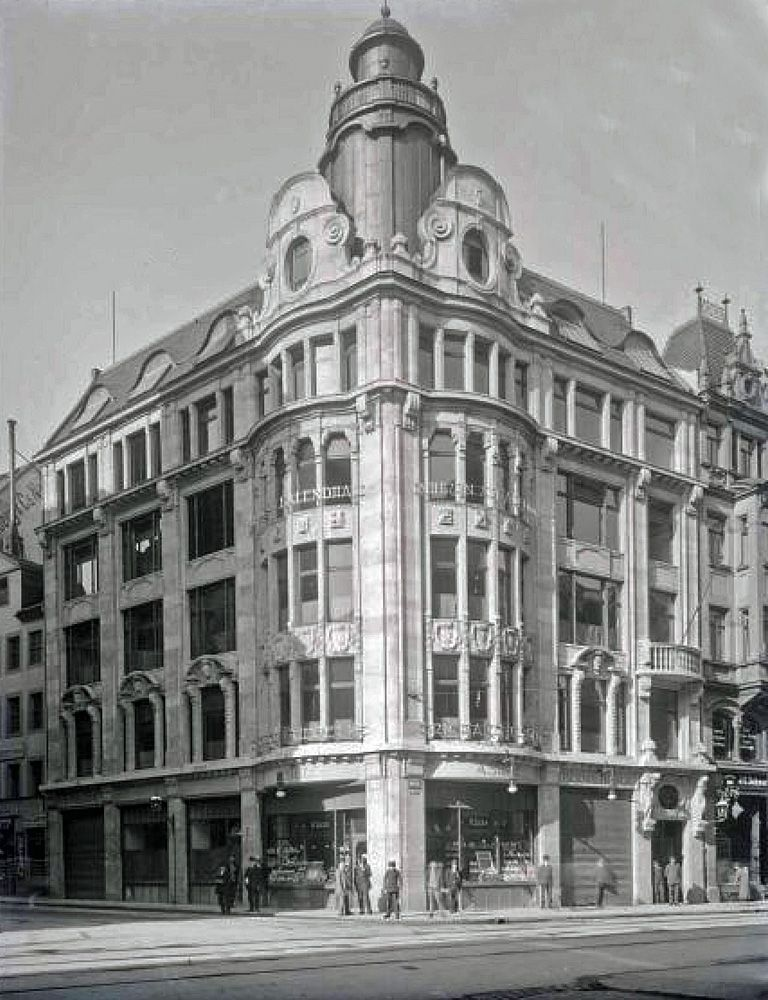
Gloecks Haus, 1925
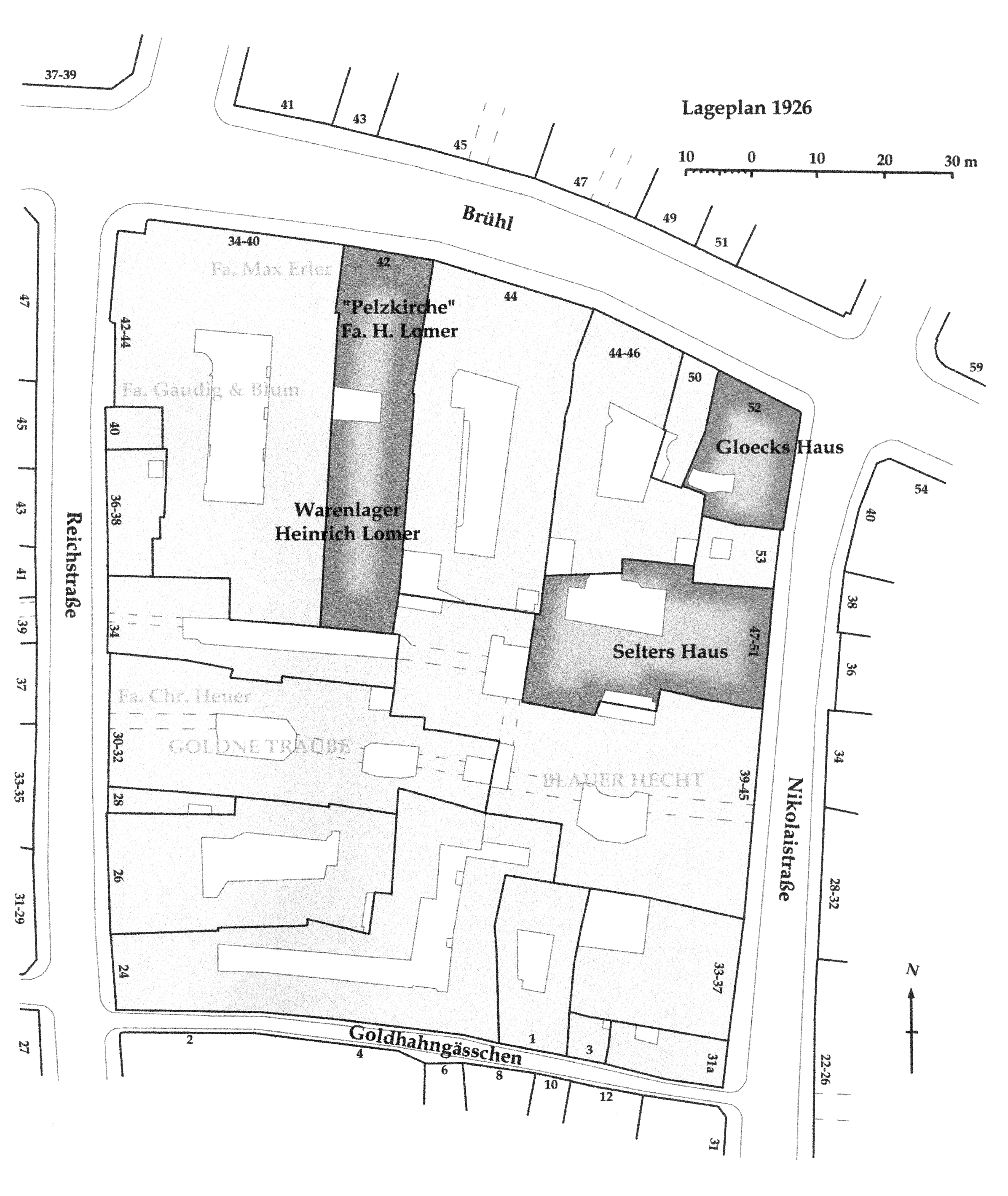
Lageplan mit Gloecks Haus, 1926
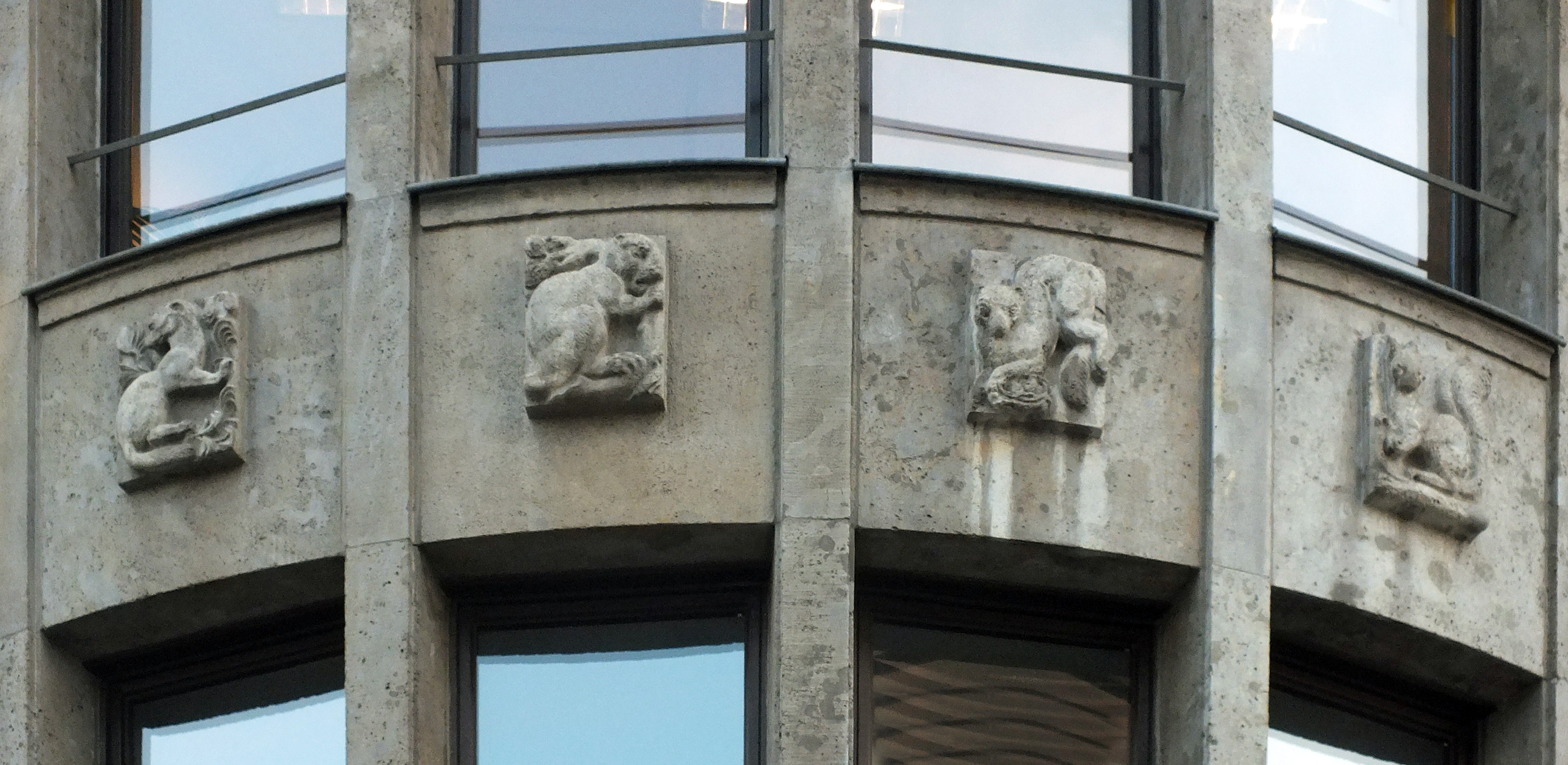
Pelztiere als Bauschmuck
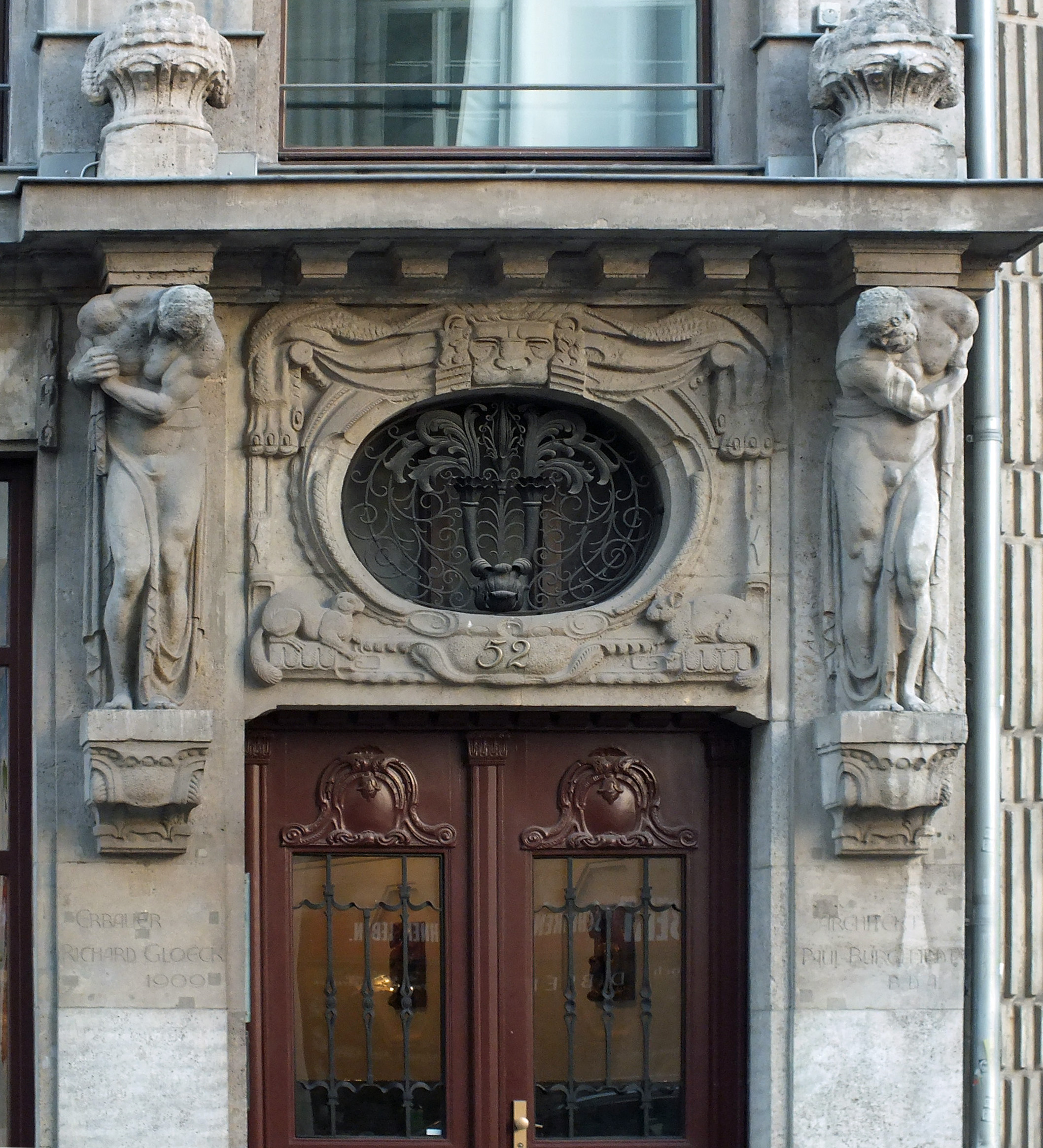
Hausportal
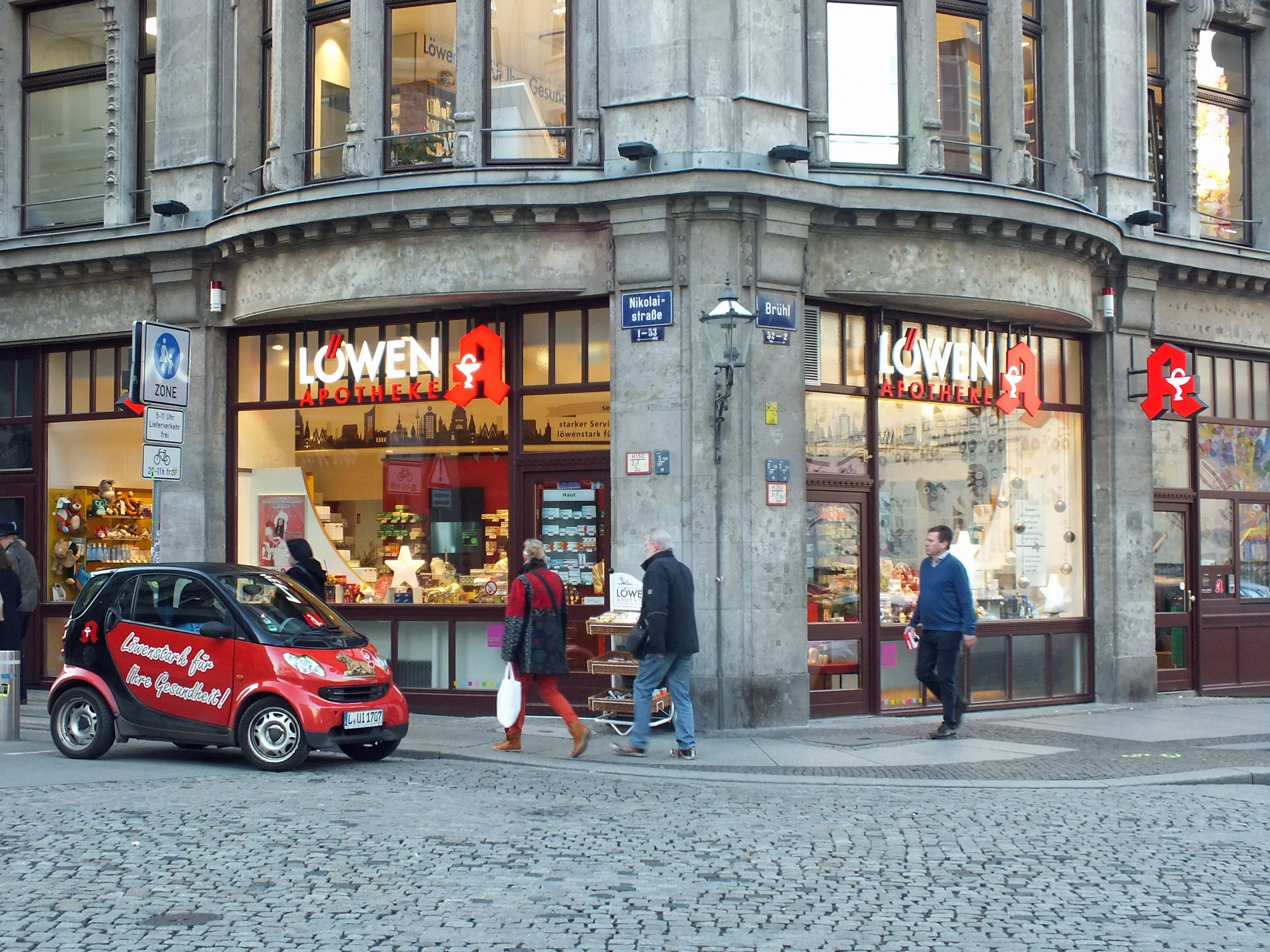
Löwen-Apotheke in Gloecks Haus

Pelztier-Reliefs in Gloecks Haus, Eingang Brühl 52
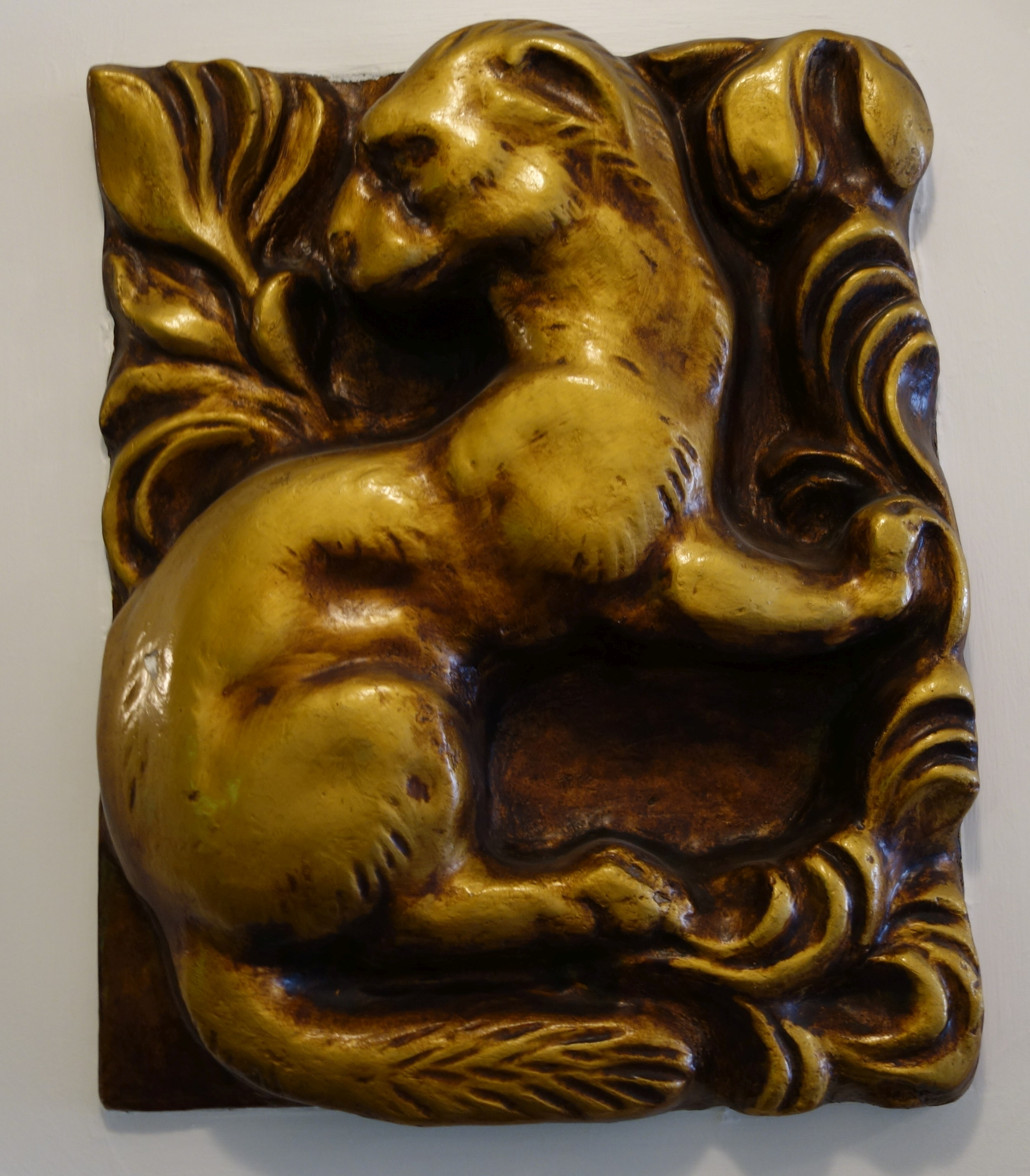
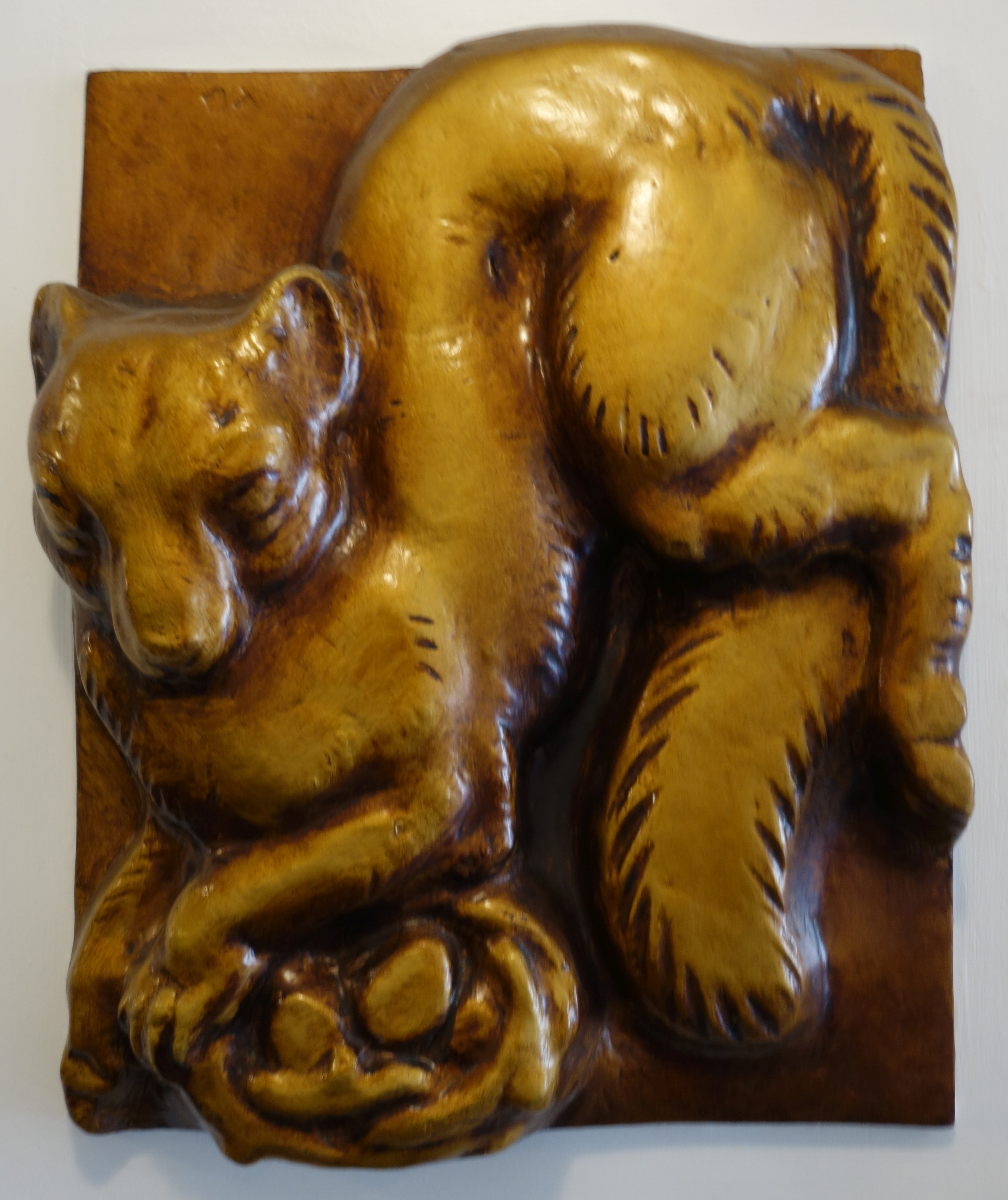
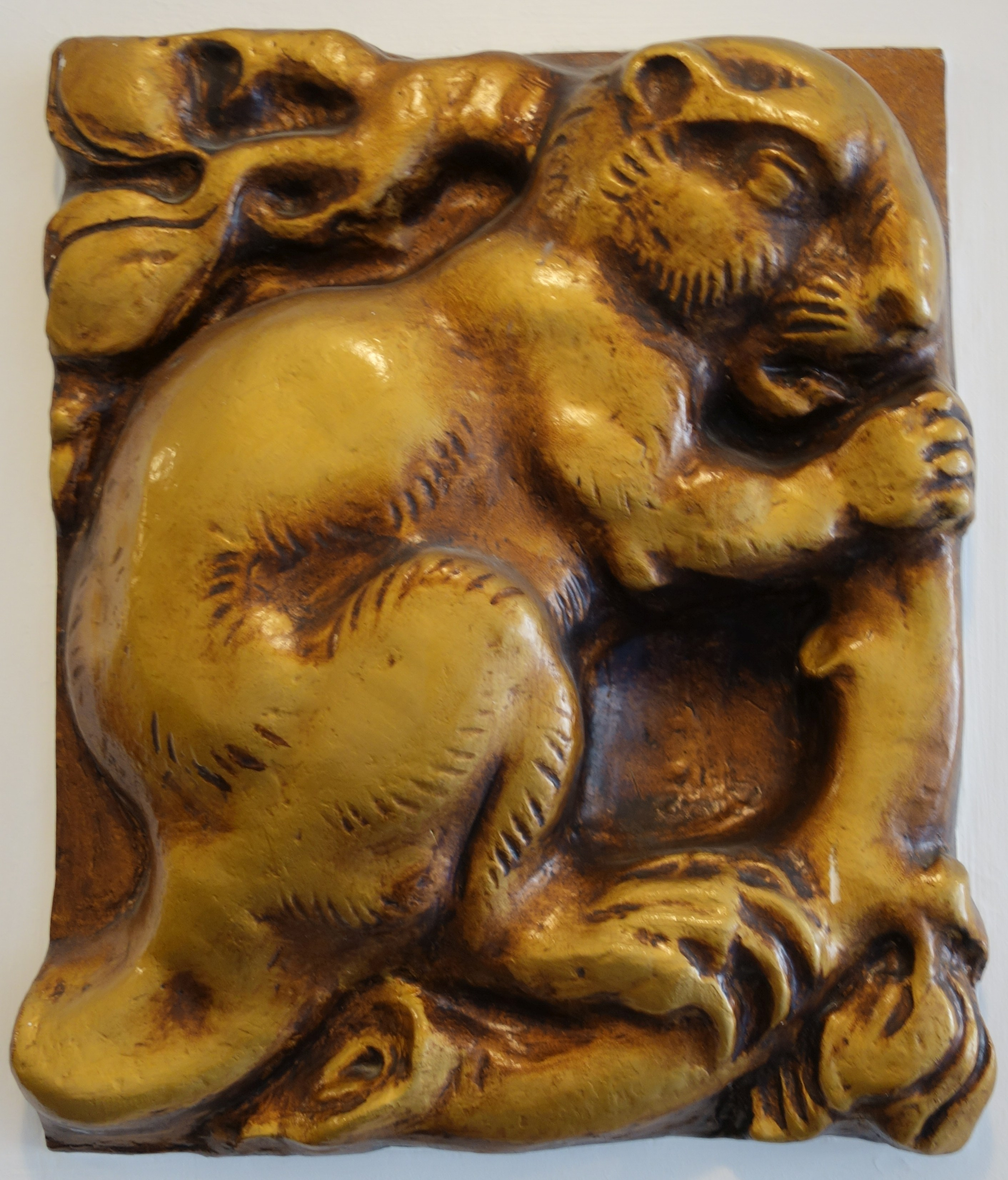
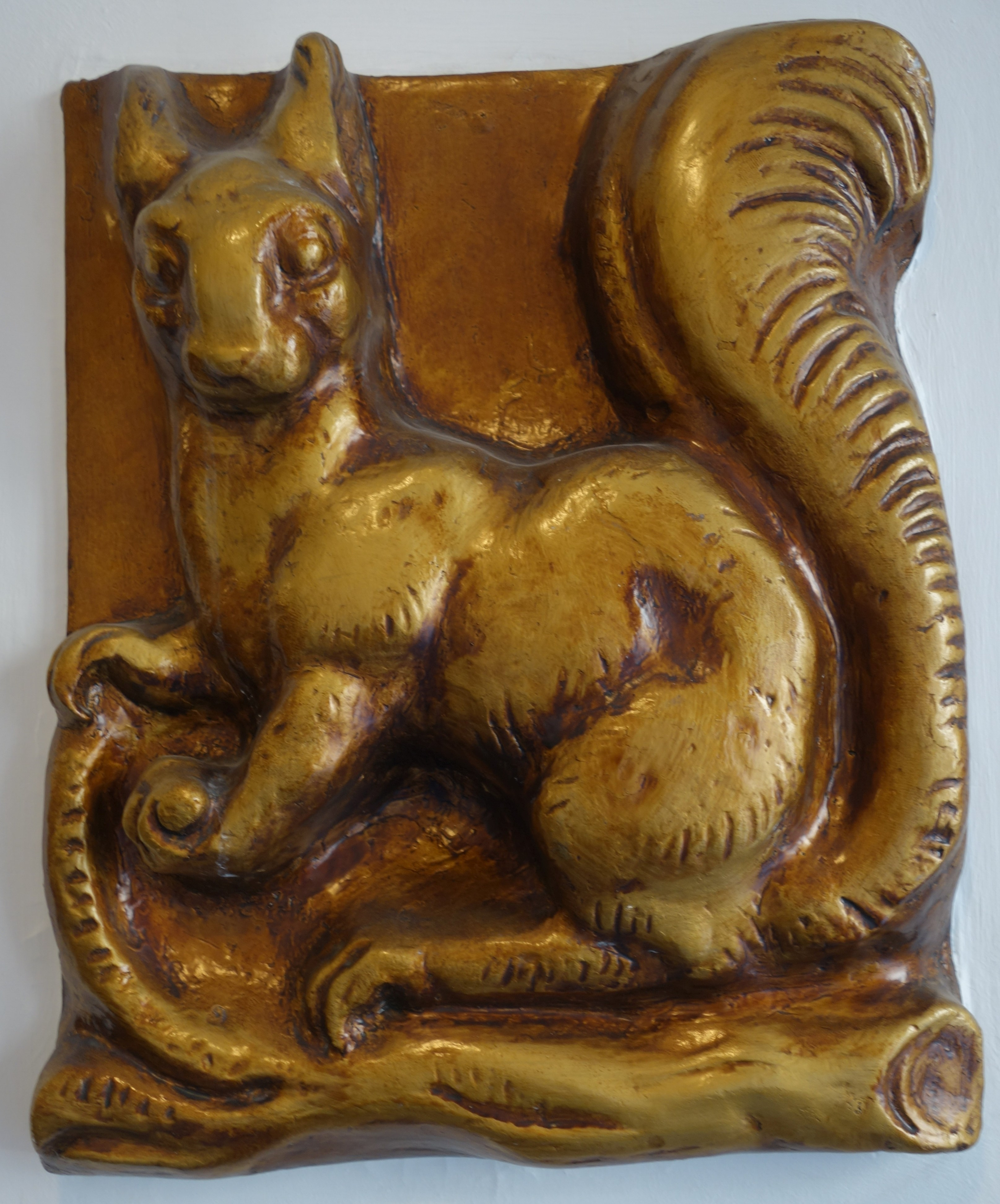